# Joan Lino Martínez
Joan Lino Martínez Armenteros (Havana, 11 januari 1978) is een Spaanse verspringer. Hij won een bronzen medaille op de Olympische Spelen.

## Loopbaan
Joan Lino Martínez heeft een Cubaanse vader en een Spaanse moeder. Zijn eerste succes behaalde hij in 1996 met het winnen van het onderdeel verspringen op de Centraal-Amerikaanse en Caribische jeugdkampioenschappen in San Salvador.
Een jaar later won hij goud op de Pan-Amerikaanse jeugdkampioenschappen. Nadat hij van Cuba naar Spanje was geëmigreerd, kwam hij internationaal niet uit op wedstrijden tot 2004.
In 2004 won Martínez met een sprong van 8,32 m een bronzen medaille op de Olympische Spelen van Athene. Hij eindigde hiermee achter de Amerikanen Dwight Phillips (goud) en John Moffitt (zilver). Een jaar later werd hij Europees indoorkampioen door met 8,37 de Roemeen Bogdan Tarus (zilver) en de Oekraïner Vladimir Zjoeskov (brons) te verslaan. Op de wereldkampioenschappen van 2005 in Helsinki werd hij vierde met slechts 1 cm te kort voor het brons.

## Titels
- Europees indoorkampioen verspringen - 2005
- Spaans kampioen verspringen - 2005
- Cubaans kampioen verspringen - 1999
- Spaans indoorkampioen verspringen - 2005
- Pan-Amerikaans jeugdkampioen verspringen - 1997
- Centraal-Amerikaans en Caribisch jeugdkampioen verspringen - 1996

## Persoonlijke records
Outdoor
| Onderdeel   | Prestatie | Datum            | Plaats  |
| ----------- | --------- | ---------------- | ------- |
| 100 m       | 10,77 s   | 6 september 2003 | Córdoba |
| verspringen | 8,32 m    | 26 augustus 2004 | Athene  |

Indoor
| Onderdeel   | Prestatie | Datum        | Plaats |
| ----------- | --------- | ------------ | ------ |
| verspringen | 8,37 m    | 6 maart 2005 | Madrid |

## Palmares

### verspringen
- 1996:  Centraal-Amerikaanse en Caribische jeugdkamp. - 7,46 m
- 1997:  Pan-Amerikaanse jeugdkamp. - 8,06 m
- 1998:  Centraal-Amerikaanse en Caribische Spelen - 8,09 m
- 2000:  Ibero-Amerikaanse kamp. - 7,71 m
- 2004:  OS - 8,32 m
- 2004: 4e Wereldatletiekfinale - 7,99 m
- 2005:  EK indoor - 8,37 m
- 2005: 4e WK - 8,24 m